# Lorenzo Senatore
Lorenzo Senatore (* 2. März 1974 in London) ist ein italienischer Kameramann.
Lorenzo Senatore lebte die ersten Jahre seines Lebens in den Vereinigten Staaten. Mit fünf Jahren zog er mit seiner Familie nach Rom. Hier studierte er Kamera am Filminstitut Roberto Rossellini und wurde ab Mitte der 1990er Jahre als Kameraassistent und wenige Jahre danach als Kameramann und auch als Steadicam-Operator tätig. Er wirkte bei über 50 internationalen Produktionen als Kameramann und weiteren 60 in der Second Unit mit.

## Filmografie (Auswahl)
- 2003: Warnings – Die Zeichen sind da (Silent Warnings)
- 2004: Dragon Storm – Die Drachenjäger (Dragon Storm)
- 2004: Boa vs. Python
- 2004: Apokalypse Eis (Post Impact)
- 2005: Spur der Verwüstung (Path of Destruction)
- 2005: Alien Siege – Tod aus dem All (Alien Siege)
- 2005: Kampf der Planeten (Crimson Force, Fernsehfilm)
- 2005: Manticore – Blutige Krallen (Manticore)
- 2006: Im Fadenkreuz II – Achse des Bösen (Behind Enemy Lines II: Axis of Evil)
- 2006: Der Gen Soldat (S.S. Doomtrooper)
- 2006: Magma – Die Welt brennt (Magma: Volcanic Disaster)
- 2007: Haunted Hill – Die Rückkehr in das Haus des Schreckens (Return to House on Haunted Hill)
- 2007: Gargoyles – Monster aus Stein (Reign of the Gargoyles)
- 2007: Lake Placid 2 (Fernsehfilm)
- 2008: Starship Troopers 3: Marauder
- 2009: Wrong Turn 3: Left For Dead
- 2009: Die Echelon-Verschwörung (Echelon Conspiracy)
- 2009: Die vierte Art (The Fourth Kind)
- 2010: Triassic Attack (Fernsehfilm)
- 2011: Red Faction – Die Rebellen (Red Faction: Origins)
- 2011: Volcano 2 – Feuerinferno in Miami (Miami Magma, Fernsehfilm)
- 2012: Arachnoquake (Fernsehfilm)
- 2013: Spider City – Stadt der Spinnen
- 2014: Northmen – A Viking Saga
- 2016: Auferstanden (Risen)
- 2017: Sergeant Rex – Nicht ohne meinen Hund (Megan Leavey)
- 2019: Hellboy – Call of Darkness (Hellboy)
- 2020: The Outpost – Überleben ist alles (The Outpost)
- 2020: Ghosts of War
- 2022: The Princess
- 2022: The Offering
- 2025: Red Sonja